# Манагуа (озеро)
Мана́гуа — велике прісноводне озеро тектонічного походження, розташоване в Нікарагуа. Іспанською мовою, яка є офіційною в країні, озеро має дві назви, а саме el lago Xolotlán або de Managua. На південно-західному березі озера лежить однойменна столиця країни.
Озеро серйозно забруднене, передовсім через скидання стічних вод. Попри забруднення частина жителів міста Манагуа продовжує жити на березі озера та вживати з нього в їжу рибу.

## Етимологія
Слово «Манагуа» походить від «Мана-ахуак» (Mana-ahuac), що в перекладі з мови науатль означає «близький до води» або «оточений водою».

## Галерея

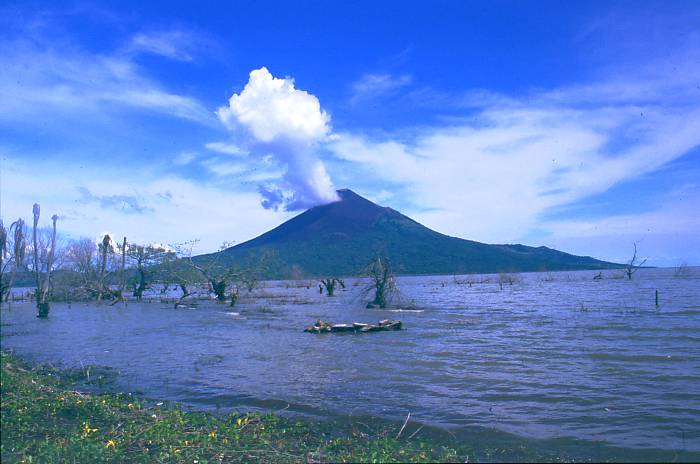
Вигляд з озера на вулкан Момотомбо
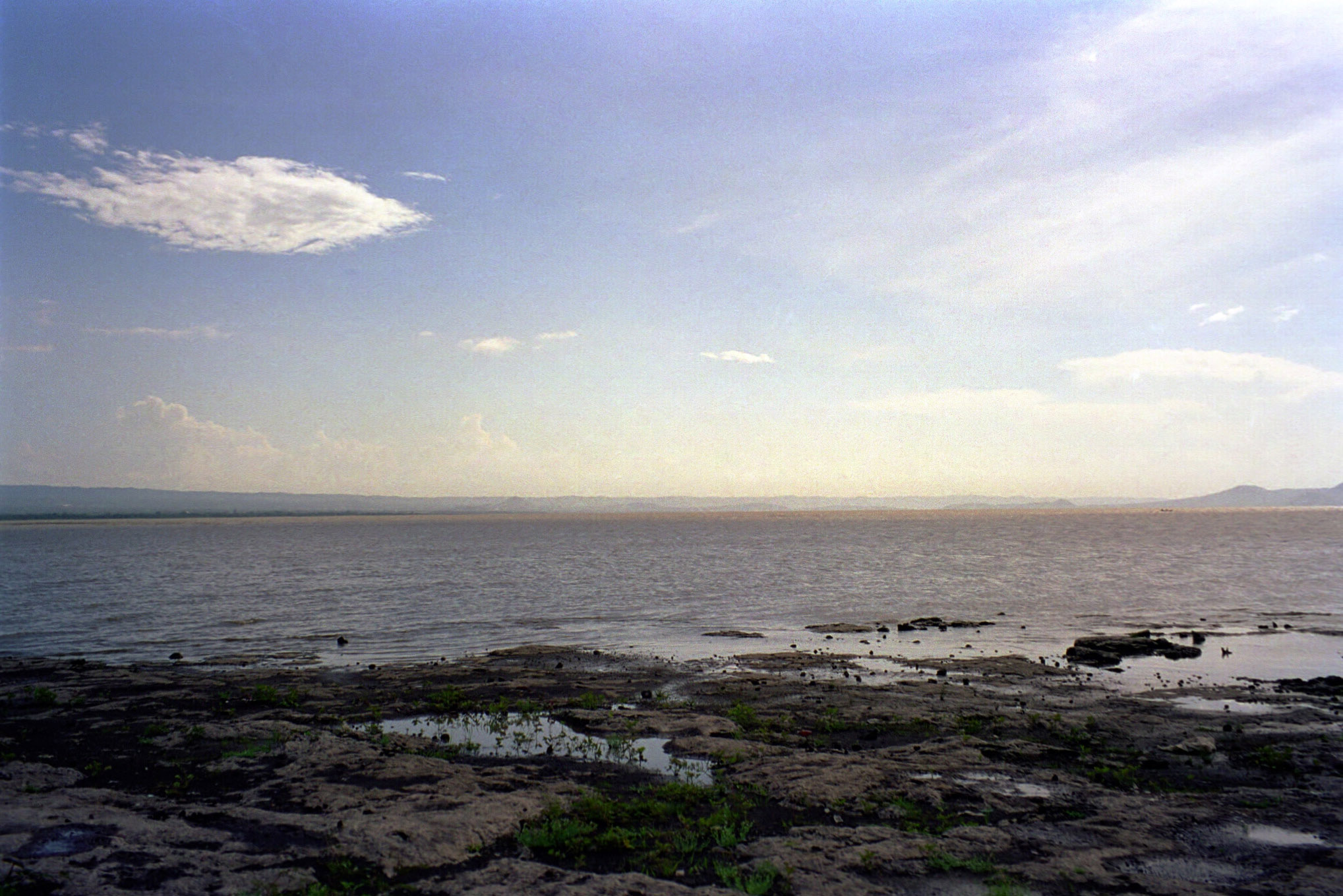